# Vodonosec iz Sevilje
Vodonosec iz Sevilje je naslov treh slik španskega umetnika Diega Velázqueza iz let 1618–1622. Prvotna različica velja za eno najboljših del slikarjevega seviljskega obdobja in je prikazana v Wellingtonovi zbirki Apsley House. Prvotno različico je naslikal Velázquez, ko je bil v poznih najstniških ali zgodnjih dvajsetih letih. Ko gledamo to sliko, so v ozadju starejši moški, mlad fant in mimoidoči. Starec mlademu fantu podaja kozarec vode, vendar se nikoli ne pogledata niti ne vzpostavita očesnega stika z gledalcem.

## Zgodovina
Po besedah Joséja Gudiola je Vodonosca iz Sevilje Velázquez naslikal malo pred selitvijo v Madrid. Gudiol je tudi to sliko uvrstil med bodegón zaradi upodobitve pijač. Umetnostni zgodovinarji običajno primerjajo to sliko s tihožitji, ki so bila naslikana v 17. stoletju v Španiji, ker je ta slika zelo preprosta z omejenim barvnim razponom, Velázquez pa je delal z mirujočimi predmeti. Ta slika je narejena v realističnem slogu z omejeno barvno paleto, kar je še ena značilnost žanra bodegón. Po besedah Jona Moffitta to delo ni bilo naročeno.

## Opis
Predmet slike je prodajalec vode, običajna trgovina za nižje sloje v Velázquezovi Sevilji. Kozarci in živila spominjajo na slike bodegona. Prodajalec ima dve stranki: mladega fanta, ki je morda naslikan po istem modelu, kot je bil uporabljen za dečke na slikah Kosilo in Starka, ki peče jajca, in mladeniča v senci ozadja (čas je nekoliko zbledel; je jasneje v različici Uffizi).
V ospredju stojijo prodajalčevi ogromni lonci vode, ki se lesketajo od brizganja vode. Tako velike in zaobljene skorajda štrlijo iz slike v prostor opazovalca. Prodajalec dečku izroči kozarec sveže natočene vode. V njem sedi figa, parfumer, namenjen temu, da voda postane bolj sveža (nekaj se še danes dela v Sevilji).
Zagotovo ni znano, domneva pa se, da je slikanje potekalo v gostilni ali v njeni bližini. Osvetlitev vstopi v prizor z leve strani in opozarja na mladega fanta in na vodne kapljice na loncu z vodo. To prikazuje podrobno delo Velázquezovih slik.
Tiha, umirjena scena, značilna lastnost njegovih žanrskih prizorov in pravzaprav večine Velázquezovega dela, je izjemna za upodobitev prodajalca. O dolgoletnih izkušnjah govori njegov zamišljeni obraz, ki ga je neposredna izpostavljenost sončni svetlobi uničila in globoko prepreden z gubami starosti. Njegovi kratko obriti lasje in stara navadna oblačila mu dajejo videz meniha, svetnika ali ekscentričnega filozofa. Starec ne pogleda mladeniča ali celo drugega moškega v senci in tudi ne vzpostavi očesnega stika z občinstvom. Mladi fant je isti. S starcem ne vzpostavi očesnega stika in s hrbtom je obrnjen proti drugemu moškemu. In mladenič ne vzpostavi očesnega stika z občinstvom.
Po besedah Antonia Palomina je bil starec na sliki star in zelo bolan. Imel je raztrgana oblačila, ki so razkrivala nekaj kože in na tej koži so bile bradavice. Poleg starca je mlad fant. Starec da mlademu fantu kozarec vode in ta ga vzame brez kakršnega koli priznanja.

## Tema
Velázquezovo spoštovanje do revnih je dokaz v ideji, da je preprosta, elementarna narava revščine globoka in učinkovita pri prikazovanju višjih subjektov in morale, kot so svetopisemske zgodbe (kot je Kristus v hiši Marte in Marije). To preprosto pomeni, tudi najmanjše kretnje so tiste, ki so naslikane, kot da bi šlo za sveta dejanja. V kontekstu Velázquezovega razvoja kot umetnika Vodonosec iz Sevilje prikazuje začetke tehnike, ki jo najdemo v umetnikovih zrelih stvaritvah. Njegov vpogled v osebo prodajalca je značilen za njegov vpogled v subjekte njegovih velikih portretov, njegova natančna izvedba majhnih podrobnosti realnosti pa kaže na njegovo razumevanje človeškega dojemanja. Tudi znotraj slike se starec in mladenič dotakneta istega kozarca, čeprav nikoli ne vzpostavita očesnega stika. To je lahko zaradi njihovega družbenega statusa ali celo nečesa tako preprostega, kot je razlika v letih.

## Vplivi
Drugi zagovornik te preproste barvne palete je bil Caravaggio, ki je pomembno vplival na to sliko. Caravaggio je nasprotoval idealističnim trendom manierizma in renesanse, slikal je svetnike in božanska bitja kot zmotljive invalide in prostitutke. Čeprav ni tako agresivno provokativen kot Caravaggio, Velázquez nikakor ne idealizira svojega subjekta. Namesto tega ga želi predstaviti na način, ki je natančno zvest življenju. Ujame nepopolnosti prodajalčevih loncev, vlago na njihovih stranicah, bleščanje svetlobe na drobnih kapljicah vode in kozarcu ter realistične izraze likov.
Francisco Pacheco ni bil samo Velázquezov učitelj, ampak je bil tudi njegov tast. Pacheco je hvalil slike bodegones svojega zeta, ker jim niso pripisovali zaslug, kot bi jim morale biti. Antonio Palomino, Velázquezov sodobnik, je bil prvi avtor, ki je omenil sliko in je trdil, da je bil starec videti slabši, kot je v resnici. Vendar pa to ni bilo prvič, da je bil Palomino netočen v svojih opisih Velázquezove slike. Palomino je že podal zelo netočno sliko Starka, ki kuha jajca.

## Različice

### Londonska različica
Velazquezova slika je prikazana na treh različnih slikah. Različica v Apsley House, London, Združeno kraljestvo, je različica, ki je najbolj priljubljena. Vstopila je v kraljevo špansko zbirko. Iz palače Buen Retiro je šla v Palacio Nuevo. Tam jo je videl Ponz, pohvalil pa Anton Raphael Mengs. Ukradel jo je Joseph Bonaparte v času napoleonskih vojn. Vojvoda Wellingtonski jo je pozneje pridobil nazaj – skupaj z 82 drugimi slikami – v bitki pri Vitorii. Španski kralj mu je dovolil, da jih obdrži v zameno za premagovanje Francozov. Wellington je sliko prinesel nazaj v Anglijo, kjer je še danes, v hiši Apsley, njegovem nekdanjem domu. Ta različica je obešena v galeriji Waterloo na muzejski strani hiše (trenutni vojvoda Wellingtonski ima še vedno več zasebnih sob), tako da si jo lahko ogleda javnost.

### Firenška različica
Različica v galeriji Uffizi v Firencah ima precej bolj burleskni pridih, saj prodajalec nosi okrašen rdeč klobuk. Človek zadaj je bolj viden očem občinstva. Predlagano je bilo, da je to starejša od različice v Londonu.
Ta različica slike je najbolj dolgočasna od vseh. V loncu ni šimra, kot ga imata druga dva, barvna shema pa je zelo bleda. To je bilo morda bolj v skladu s pričakovanji Velázquezovih sodobnikov zaradi komične in zvijačne podobe prodajalca vode v pikaresknih romanih tistega časa.

### Baltimorska različica
Tretja različica ima še en pogled na prodajalca vode. V tem se zdi skoraj obupan v svojem izrazu, morda do te mere, da se zdi farsičen. Uporabljene briljantne barve so najekstremnejše od treh (s tem, da lončki prevzamejo povsem bolj sijoč videz). Vendar, tako kot v različici Uffizi, likom manjka globina osebnosti, ki je prisotna v različici Wellington. Človek, ki je bil na zadnji strani drugih slik, ni več viden in ozadje je zasenčeno, tako da barve v ospredju res izstopajo, na primer lonček in moški rdeči kos, ki ga nosi.